# Communauté de communes Sud Nivernais
Die Communauté de communes Sud Nivernais ist ein französischer Gemeindeverband mit der Rechtsform einer Communauté de communes im Département Nièvre in der Region Bourgogne-Franche-Comté. Sie wurde am 14. November 2016 gegründet und umfasst 20 Gemeinden. Der Verwaltungssitz befindet sich im Ort Decize.

## Historische Entwicklung
Der Gemeindeverband entstand mit Wirkung vom 1. Januar 2017 durch die Fusion der Vorgängerorganisationen
- Communauté de communes du Sud-Nivernais und
- Communauté de communes Fil de Loire

unter Zugang der Gemeinden La Fermeté und Toury-Lourcy von anderen Verbänden.

## Mitgliedsgemeinden
| Gemeinde                             | Einwohner 1. Januar 2022 | Fläche km² | Dichte Einw./km² | Code INSEE | Postleitzahl |
| ------------------------------------ | ------------------------ | ---------- | ---------------- | ---------- | ------------ |
| Avril-sur-Loire                      | 247                      | 24,86      | 10               | 58020      | 58300        |
| Béard                                | 161                      | 7,71       | 21               | 58025      | 58160        |
| Champvert                            | 744                      | 46,12      | 16               | 58055      | 58300        |
| Cossaye                              | 657                      | 51,17      | 13               | 58087      | 58300        |
| Decize                               | 5.025                    | 48,22      | 104              | 58095      | 58300        |
| Devay                                | 472                      | 12,08      | 39               | 58096      | 58300        |
| Druy-Parigny                         | 303                      | 25,12      | 12               | 58105      | 58160        |
| Fleury-sur-Loire                     | 228                      | 19,74      | 12               | 58115      | 58240        |
| Imphy                                | 3.175                    | 16,62      | 191              | 58134      | 58160        |
| La Fermeté                           | 622                      | 36,02      | 17               | 58112      | 58160        |
| La Machine                           | 3.213                    | 17,95      | 179              | 58151      | 58260        |
| Lamenay-sur-Loire                    | 68                       | 11,53      | 6                | 58137      | 58300        |
| Lucenay-lès-Aix                      | 951                      | 55,05      | 17               | 58146      | 58380        |
| Saint-Germain-Chassenay              | 309                      | 24,03      | 13               | 58241      | 58300        |
| Saint-Léger-des-Vignes               | 1.669                    | 9,18       | 182              | 58250      | 58300        |
| Saint-Ouen-sur-Loire                 | 482                      | 23,71      | 20               | 58258      | 58160        |
| Sougy-sur-Loire                      | 590                      | 32,92      | 18               | 58280      | 58300        |
| Thianges                             | 173                      | 12,80      | 14               | 58291      | 58260        |
| Toury-Lurcy                          | 406                      | 25,54      | 16               | 58293      | 58300        |
| Verneuil                             | 276                      | 26,86      | 10               | 58306      | 58300        |
| Communauté de communes Sud Nivernais | 19.771                   | 527,23     | 37               | –          | –            |